# Carta Europea de Turisme Sostenible en Espais Naturals Protegits
La Carta Europea de Turisme Sostenible en Espais Naturals Protegits és un document creat l'any 1995 per l'Organització Mundial de Turisme, a instàncies del Programa de les Nacions Unides per al Medi Ambient, que reflecteix la voluntat de les nacions europees d'afavorir un model turístic que atengui els principis del desenvolupament sostenible, que no malbarati els recursos naturals i que preservi els paisatges, que permeti a les futures generacions gaudir del turisme a la natura.
La Carta Europea de Turisme Sostenible en Espais Naturals Protegits té com a principal objectiu fer compatible la conservació i la millora dels valors naturals amb la creació de noves oportunitats econòmiques mitjançant el desenvolupament d'un turisme sostenible i, per tant, respectuós amb el medi ambient.

## Obtenció
Per obtenir la Carta Europea de Turisme Sostenible els Espais Naturals Protegits han de presentar un programa d'actuacions a cinc anys vista i rebre el vistiplau de la Federació Europarc. Quinquenalment han de renovar el compromís elaborant una memòria d'actuacions i formulant un nou programa d'actuacions.
Les empreses turístiques també poden obtenir l'acreditació de la Carta Europea de Turisme Sostenible els Espais Naturals Protegits mitjançant l'establiment d'un acord de col·laboració amb l'espai natural protegit. Aquest acord conté compromisos mutus entre l'espai natural protegit i l'empresa, la qual presenta a la vegada un programa amb les actuacions que es compromet a dur a terme per a la millora de la sostenibilitat de la seva gestió. Com a contrapartida, els espais naturals protegits reconeixen l'esforç d'aquestes empreses tot distingint-les com a empreses col·laboradores, avala la seva gestió sostenible i les recomana com a empreses d'excel·lència en aquest camp.

## Als Països Catalans
A Catalunya, el Parc Natural de la Zona Volcànica de la Garrotxa, el Parc Natural del Delta de l'Ebre, el Parc Natural del Montseny i el Parc Natural de Sant Llorenç del Munt i l'Obac estan acreditats amb la Carta Europea de Turisme Sostenible els Espais Naturals Protegits.